# معدل الأيض الاستراحي
معدل الأيض الاستراحي (RMR) (Resting metabolic rate) هو معدل الأيض لكل الجسم لدى الثدييات (والفقاريات الأخرى) خلال فترة من الزمن من حالات الراحة التامة والثابتة والذي يعرف بأنه توليفة من اتخاذ حالة الاتزان الداخلي الفسيولوجي إلى جانب الاتزان البيولوجي. يختلف معدل الأيض الاستراحي عن معدل الأيض الأساسي (BMR) لأن قياسات معدل الأيض الأساسي يجب أن توافق الاتزان الفسيولوجي الكلي في حين أن أوضاع قياس معدل الأيض الاستراحي يمكن أن يتم تبديلها وتعيينها بوساطة المحددات المتعلقة بالقرائن المتوافرة. ولذلك فإن معدل الأيض الأساسي يقيس الحالة الثابتة «التامة» والتي تكون محيرة أحيانا, بينما أن قياس معدل الأيض الاستراحي يكون متاحا وسهل الوصول وبالتالي يظهر معظم القياسات والتقديرات (إن لم يكن كلها) لصرف الطاقة اليومي.